# Polo pe apă

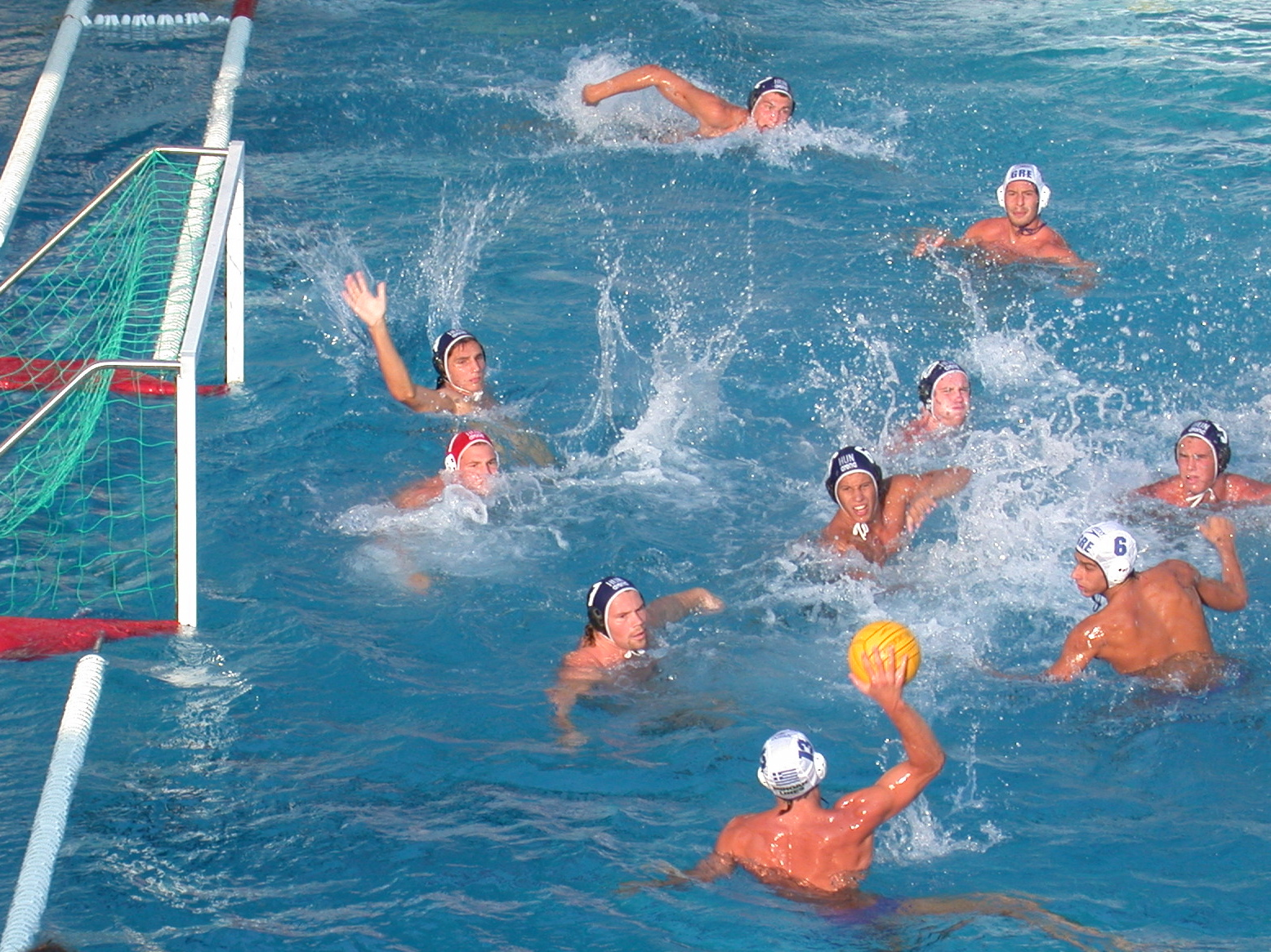
Jocul polo pe apă

Polo pe apă este un sport nautic de echipă. Este cel mai vechi sport de echipă jucat la toate edițiile Olimpiadelor sportive de vară, din 1900, de când a fost introdus ca sport olimpic.

## Istoric
Britanicii sunt considerați părinții polo-ului pe apă. Numit Footbal in the water, waterpolo, sau polo pe apă, este unul din cele mai vechi jocuri sportive.
Fondatorul polo-ului pe apă este englezul William Wilson, născut la Londra, în anul 1844, din părinți scoțieni. Ca membru al "London Swimming Club” a observat, în timp, că antrenamentele înotătorilor "swimming exhibitions”, erau monotone și plictisitoare. Simțindu-se nevoia unui divertisment, într-o zi a adus o minge de fotbal, a aruncat-o în apă și fiecare înotător a început să înoate către minge, s-o prindă, s-o paseze altuia. Era ceva cu totul nou pentru ei și jocul a început să prindă repede. La 12 mai 1870, în cadrul unei reuniuni a membrilor "London Swimming Club”, s-a alcătuit un comitet pentru stabilirea unor reguli de joc, dar au trecut aproape patru ani până când primul regulament a căpătat o primă formă.
Primul joc de polo pe apă s-a desfășurat pe 14 iulie 1876, la "Bournemouth Premier Rowing Club”, terenul de joc fiind amenajat între două diguri.
Anglia organizează 12 ani mai târziu, în anul 1888, primul campionat de waterpolo din lume, la început cu doar patru echipe datorită distanțelor dintre orașe și dificultăților de transport. Prima campioană a jocului a fost "Midlands Club Burton”, iar din 1894 și până în 1901 supremația a fost deținută de "Manchester Osborne Club” care avea să reprezinte Marea Britanie la Jocurile Olimpice de vară din 1900.
Prima țară din Europa în care s-a jucat polo a fost Belgia, în anul 1888. Au urmat Germania și Austria din 1894, Franța din 1897, Italia din 1900, Ungaria și Suedia din 1906. Polo pe apă ajunge și peste ocean, în S.U.A., unde John Robinson organizează prima echipă, „Boston Athletic Association”, în anul 1888.
Primul regulament de înot și polo s-a publicat în anul 1931, iar prima școală de arbitri a luat ființă în anul 1934. După al doilea război mondial, jocul de polo pe apă a evoluat continuu.

### Polo pe apă în România
Cu ocazia zilei marinei, în anul 1924, la Constanța s-a desfășurat prima competiție de polo, cu participarea a 3 echipe. În București, primele echipe au apărut în anul 1929 (TCR și Sportul Studențesc), iar numărul lor a crescut o dată cu darea în folosință a bazinului de la ștrandul Kiseleff (Tineretului). Până în 1931 – Federația Română de Natație a fost constituită la 21 decembrie 1930 – nici nu poate fi vorba de o activitate organizată. Există și astăzi în Romania vechi specialiști care susțin că la primul Campionat European de polo organizat în 1926, la Budapesta, ar fi fost prezentă și o selecționată a tarii noastre. Consultând toate documentele oficiale la premiera acestei competiții, nu am găsit confirmarea necesara. 
Abia în presa vremii din 1928 am putut întâlni o notiță despre un prim joc oficial, la Oradea o reuniune de natație la care participă și sportivi din Arad și Cluj. Aici, se pare pentru prima dată, au participat la jocurile de polo și echipe de juniori. Cu ocazia campionatului național din 1928, de la Cluj, s-a disputat și meciul de polo Cluj - Oradea (scor 3-3), fiind considerat primul joc oficial inter-orașe. 
În 1929, apar în București echipe de polo la TCR și "Sportul Studențesc". Tot în acest an se pun bazele unei competiții tradiționale intercluburi. Pentru prima dată, la campionatul regiunii Muntenia se dispută un meci de polo între TCR I și TCR II. La Cluj, s-a desfășurat un prim meci între două echipe de club: Universitatea-M.S.E. Tg. Mureș 8-6. Iar în 1930, aceeași formație a studenților clujeni spulbera pur și simplu – 12-1 (6-0) – o echipa bucureșteană a T.C.R. – ului. București, Cluj, Oradea, Târgu Mureș și Timisoara – acestea au fost orașele în care au apărut primele echipe de polo, alcătuite în marea majoritate din înotători. În 1932, Universitatea Cluj a întâlnit-o din nou pe M.S.E. Tg. Mureș, învingând-o cu 4-1.
Un Almanah al sporturilor din 1933 ne amintește de prima desfășurare a Campionatelor naționale de natație (înot, polo și sărituri) la Ștrandul Kiseleff (de la Sosea) din București, în zilele de 3,4 si 5 septembrie. La polo, învingătoarei i-a fost atribuit un trofeu denumit „Cupa României”. În prima zi: M.S.E. Tg. Mureș-P.T.T. București 4-1 (3-1) și ILSA Timisoara-C.F.R. București 6-1 (2-0). Surprinzător, în partida cu Sportul studențesc, universitarii clujeni nu s-au prezentat! În ziua următoare, a fost rândul celor de la Sportul studențesc sa forfaiteze în meciul cu poloiștii mureșeni. Asa ca finala a opus în ultima zi a competiției pe M.S.E. Tg. Mureș și pe ILSA. Timișorenii erau jucători tehnici, dar mai lenți si nu s-au putut opune viguroșilor poloiști mureșeni, învingători cu 4-0 (2-0). La M.S.E. jucau pe atunci Szigyarto, Vancea, Schwartz, Henselman, Kovacs, Müller și Daroczi, pe care i-am putut întâlni și printre protagoniștii curselor de înot, iar culorile ILSA-ei au fost aparate de Bader, Molnar, Chefer, Ravasz, Fischer, Lustig și Freund. Final s-a reeditat în anul următor, succesul mureșenilor (3-2) fiind obținut la capătul unei lupte îndârjite.
În anul 1952, la Jocurile Olimpice de la Helsinki, România este prezentă pentru prima dată cu o echipă de polo. Componența lotului care ne-a reprezentat pentru prima dată în competițiile olimpice oficiale: JO (Helsinki - 1952) - Z. Norman, Z. Hoszpodar, B. Iordachi, A. Kelemen, Fr. Șimon, O. Iosim, A. Sarkady, A. Stănescu, G. Deac (antrenor Gavril Torok).
Cea mai bună participare olimpică locul IV, a fost realizată în 1976, la Montreal, de către D. Spânu, FI. Slavei, D. Popescu, Ad. Nastasiu, V. Rus, L. Răducanu, C. Rusu, CI. Rusu, Gh. Zamfirescu, I. Slavei, G. Novac (antrenori Anatolie Grințescu și Paul Niculescu).

## Regulament
Polo pe apă se dispută între două echipe alcătuite din 7 jucători fiecare: 6 jucători de teren și un portar, pe banca de rezerve fiind încă maximum 6 jucători. Portarul este singurul jucător căruia i se permite să atingă mingea cu două mâini, să lovească mingea cu pumnul închis și să atingă fundul piscinei, in noul regulament ii este permis sa depaseasca jumatatea terenului
Teoretic polo pe apă se joacă la fel ca și handbalul, cu următoarea așezare în teren: centru, fundaș, inter dreapta, inter stânga, extremă dreapta, extremă stânga și portar. La fel ca și la handbal, dacă un jucător comite un fault major, există situația de eliminare pe o perioadă de 20 de secunde, caz în care echipa adversă beneficiază de avantajul unui om în plus.
Jocul de polo pe apă are durata a 4 reprize a câte 8 minute fiecare. Lungimea bazinului este de 30 m pentru bărbați și 25 m pentru femei, iar lățimea de 20 m. Adâncimea apei este de cel puțin 1,8 m.

## Polo la Jocurile Olimpice
Debutul olimpic al waterpolo-ului a fost la ediția de la Paris, din anul 1900, acolo unde s-au aliniat Marea Britanie, Belgia și Franța, iar finala dintre Marea Britanie și Belgia s-a terminat cu scorul de 7-2 pentru englezi. Poloiștii din Marea Britanie s-au impus și la următoarele ediții ale Jocurilor Olimpice, câștigând de o manieră categorică la Jocurile Olimpice de vară din 1908, cei din 1912 și cei din 1920.

## Polo pe apă feminin
Primul meci în care s-au întâlnit două echipe feminine a avut loc în anul 1906 în orașul Harlem, Olanda. În anul 1921, în Danemarca a luat ființă prima echipă feminină. Abia după o perioadă de mai bine de 50 de ani, antrenoarea unui club de natație din Ann Arbor a reușit să reînvie poloul feminin la începutul anilor '60. Din anul 1985 este recunoscut pe plan mondial ca sport oficial la CE de la Oslo, când pentru
prima dată se organizează un turneu pentru echipele feminine. Echipele participante au fost Olanda, Ungaria, U.R.S.S., Germania, Franța, Italia. Polo pe apă feminin a devenit un sport olimpic la Jocurile Olimpice de la Sydney 2000 unde au participat șase echipe.

### Polo pe apă feminin în România.
După câteva încercări eșuate la Cluj și la Oradea, în România polo feminin apare în formă oficială în Aprilie 2012 când se înființează Liga Națională de polo pe apă feminin categoria senioare. Primul turneu a avut loc la Târgu Mureș în 26-27 Mai, următorul la Oradea, 16-17 Iunie, iar ultimul turneu în București, 21-22 Iulie. Cele trei echipe participante au fost Crișul Oradea, Torpi Târgu Mureș și Karma București. Prima Campioana a României a fost echipa Crișul Oradea urmată pe locul secund de TORPI MS Târgu Mureș și locul 3 Karma București.
În anul 2013, s-au organizat jocuri de polo pe apă feminin la două categorii de vârste, senioare și junioare. La junioare campionatul a fost câștigat de echipa TORPI MS din Tg-Mureș, iar la senioare de Crișul Oradea.
În 2013 Septembrie 21 Federația Română de Polo organizează și prima ediție Cupa României la feminin. Cupa este câștigată de TORPI MS în urma finalei cu rivala Crișul Oradea.
În 22 septembrie 2013 se consemnează în istoria polo-ului românesc și primul meci internațional al echipei naționale a României împotriva naționala Slovaciei, meci care s-a jucat la Bazinul Olimpic din Tg-Mureș, câștigat de naționala României cu scorul de 9-8.
Primul gol pentru națională a fost marcat in minutul 4.43 de jucătoarea Szeghalmi Krisztina (Torpi MS).
Selecționata României a fost condusă de antrenorii Fulop Tamas Szoly și Orban Zoltan.
Componența echipei naționalei a României de polo pe apă feminin:
1. Ioana Prodan, 2. Carmen Tecar, 3. Krisztina Szeghalmi, 4. Andreea Farcanea, 5. Xenia Bonca, 6. Floria Simion, 7. Johanna Toth, 8. Renata Moldovan, 9. Alexandra Dorog, 10. Andreea Lungu, 11. Larisa Pop, 12. Camelia Canalaș, 13. Adrien Lukits, 14. Anna Lazsadi, 15. Adriana Turla.